# Paul Manauthon
Paul Manauthon, dit « le Landais », né le 22 septembre 1913 à Peyrehorade et mort pour la France le 1er octobre 1943 à La Rochelle, est un résistant français principalement actif entre 1940 et 1943 dans les Landes et en Charente-Inférieure.

## Biographie
Paul Manauthon naît le 22 septembre 1913 à Peyrehorade, dans les Landes. Il est le fils de Jean Manauthon, ouvrier minotier et de Marie Puyaréna, blanchisseuse, et a un frère, Auguste. Après avoir été champion de cyclisme, il s’installe comme charpentier dans sa ville natale et y milite pour le parti communiste français pendant l’entre-deux-guerres. Il épouse Thérèse Larraburu le 17 février 1939,. 
Il est mobilisé en août 1939 et est fait prisonnier, mais parvient à s’échapper du train qui le mène en Allemagne.  Le 13 novembre 1940, il organise une évasion collective de militants internés dans le camp de Gurs, dans les Basses-Pyrénées. La tentative échoue, mais une dizaine de prisonniers parviennent à s’évader. Dès 1941, il entre dans la résistance : il effectue des graffitis, des sabotages, aide au passage de juifs en zone libre et à l’accueil de réfractaires au service du travail obligatoire. Il est nommé responsable de la résistance communiste dans les Landes et y organise le Front national. Il échappe à une tentative d’arrestation à Peyrehorade le 28 janvier 1943, mais Thérèse est capturée et emprisonnée à Bayonne puis au fort du Hâ, à Bordeaux,. 
Il entre alors de la clandestinité et devient responsable départemental des francs-tireurs et partisans (FTP) de Charente inférieure puis responsable interrégional pour la Charente inférieure et la Charente. Il échappe à une deuxième tentative d’arrestation le 26 juin 1943 à L'Isle-d'Espagnac en Charente. Il quitte alors le département pour la Charente inférieure, où il devient chef d’État major départemental des FTP. Entre juillet et septembre 1943, il organise une attaque contre le bureau de recrutement de la légion des volontaires français contre le bolchevisme, un incendie de carburant à La Rochelle et un sabotage de ligne de chemin de fer à Aytré.   
Le 30 septembre 1943, lors d’une réunion avec deux autres membres des FTP, Émile-Louis Tixier et Jean Matifas, au no 187 avenue Jean-Guiton à La Rochelle, les polices françaises et allemandes encerclent le pâté de maisons. Pendant l’échange de tir, un officier de la Gestapo est tué, un policier français est blessé, Tixier et Matifas sont arrêtés et Manauthon est mortellement touché par une rafale de mitraillette. Il meurt à l’hôpital de La Rochelle le lendemain à 30 ans.     
Début décembre 1945, il est reconnu « mort pour la France » par les autorités militaires. Une plaque en son honneur et en celui de Tixier est présente au no 187 rue Jean-Guiton et son nom est présent sur la monument aux morts de Peyrehorade. Une rue porte son nom à Peyrehorade.